# Farida Egyptská
Královna Farida, rozená Safinaz Zulficar (5. září 1921 – 16. října 1988) byla první manželka egyptského krále Farúka I. Po dobu jedenácti let byla egyptskou královnou. 

## Mládí a výchova
Safinaz se narodila v září 1921 do egyptské šlechtické rodiny v Alexandrii. Její otec byl soudce Youssef Zulficar Paša, který byl tureckého původu. Její matka, Zainab Sa'id, byla dvorní dáma královny Nazli Sabri. Z matčiny strany měla strýce Mahmuda Sa'ida, který byl umělcem a právníkem. Její praděda Muhammad Said byl předseda vlády a byl také tureckého původu. 
Studovala na škole Notre Dame de Sion v Alexandrii, kde dostávala francouzskou výchovu. 

## Manželství a potomci
Farida a král Farúk se poprvé setkali v roce 1937 v Londýně. V létě téhož roku se zasnoubili. V lednu 1938 se za krále provdala v paláci Qubba v Káhiře. Při obřadu dostala nové jméno - Farida. Bylo to v souladu s tradicemi, které určovali, že členové rodiny musí mít jméno začínající na stejné písmeno. 
Měla tři dcery: Farial, Fawzii a Fadiu. Po narození třetí dcery se s ní v listopadu 1948 král rozvedl. Po rozvodu si vzal do péče první dvě dcery a Farida se starala o tu nejmladší. 

## Veřejná role
Královna Farida se narodila v době, kdy mateřství bylo jedinou prioritou ženy. Rodit potomky byla nejdůležitější věc, aby si mohla udržet trůn. Nicméně rostoucí vliv západu udával, že první žena je ta důležitější a dosahuje vždy nejvyššího postavení bez ohledu na následující manželky. Účastnila se charit, dobročinných sbírek a pomáhala lidem v nouzi. Přijala také členství v mezinárodní organizaci Červený kříž a byla prezidentkou hnutí feminismu. Byla také patronkou organizace pro egyptské dívky, které potřebovaly pomoc. 

## Pozdější život
Farida zůstala v Egyptě až do roku 1964. Později se usadila v Libanonu, kde po deseti letech viděla své děti. V březnu 1965, když král Farúk v Římě zemřel se společně s dcerami byla podívat na jeho tělo. Poté žila v letech 1968-1974 v Paříži a poté se opět vrátila do Egypta. Nikdy si nevzala zpět své původní jméno a nikdy se již neprovdala. Ke konci 60. let začala malovat. Jako umělkyně měla v Evropě a ve Spojených státech vlastní výstavy. Jedna z jejích výstav se konala i v Káhiře v květnu 1980. 

## Smrt
Farida byla v září 1988 hospitalizována kvůli několika vážným nemocem, jako byly například leukemie, zápal plic a hepatitida. Na začátku října byla přesunuta na jednotku intenzivní péče, kde upadla do kómatu. Podlehla právě leukemii a zemřela 16. října 1988 v Káhiře ve věku 67 let.

### Děti
- Princezna Ferial (1938-2009).
- Princezna Fawzia (1940-2005).
- Princezna Fadia (1943-2002).